# Michael J. Keplinger

Michael J. Keplinger, 2024

Michael J. Keplinger (* 10. November 1999 in Linz)  ist ein österreichischer Musiker und Filmemacher.

## Leben
Michael J. Keplinger begeisterte sich als Kind für die Musik der Beatles. Er begann mit etwa acht Jahren, das Gitarrenspiel zu erlernen, gefolgt von weiteren Saiten- und Tasteninstrumenten. Mit 10 Jahren begann Keplinger, erste Musikalben im Keller des Familienhauses zu produzieren, später ergänzt um kurze Musikvideos. Er schloss seine Matura an der HTL1 Bau und Design Linz in der Abteilung Grafik und Kommunikationsdesign ab, gefolgt vom Absolvieren der einjährigen Meisterschule für Kommunikationsdesign in Linz. Von 2020 bis 2023 war er Student im Bachelorstudiengang Medientechnik an der Fachhochschule St. Pölten.
In seiner Jugend spielte Keplinger in verschiedenen Musikgruppen, darunter ab 2014 die Band Seventeen, die durch „verspielte Songs in der Schnittmenge von Rock und Metal, mit extrem starker Performance an den Instrumenten“ in der lokalen Musikszene auffielen. Besonders gelobt wurde Keplingers „niveauvolles Songwriting“ und seine Virtuosität an der Gitarre.
Sein Musikvideo False Neon God, das Keplinger 2019 als Teil seiner Diplomarbeit an der HTL Bau und Design Linz fertigstellte, fand im Folgejahr Einzug im Linzer Crossing Europe Filmfestival – einem der größten Filmfestivals Österreichs. Ebenso 2020 veröffentlichte er das Stück Pick Up Your Cross (and follow me) mit dazugehörigem, handanimierten Musikvideo. Dieses Werk wurde mit hohem Lob der vierköpfigen Jury im Folgejahr beim Ca’ Foscari Short Film Festival mit dem „Levi“ Award für das beste Musikvideo ausgezeichnet. Mehrere Auszeichnungen seitens des VÖFA bei Landes- und Staatsmeisterschaften folgten.
Für seinen ersten Kurzspielfilm Allerseelen, 2021 bereits für einen „Golden Wire“ – dem Medienpreis der Fachhochschule St. Pölten – in der Short Film-Kategorie nominiert, wird Keplinger 2022 der Preis Best Super Short Experimental bei den Flatness Film Awards verliehen. Auch wird dieser Film beim Crossing Europe Filmfestival 2022 vorgeführt. Im Oktober 2022 folgt die Ehrung als Best Horror/Thriller Film beim Austrian Filmfestival 2022, 2023 vier Auszeichnungen seitens des VÖFA auf Landes- und Staatsebene. Für Allerseelen fungiert Keplinger neben weiteren Rollen als Regisseur, Komponist sowie Drehbuchautor und wirkte am Schnitt und Sounddesign mit.
Für seinen zweiten narrativen Kurzfilm Iris diente Keplinger erneut neben anderen Rollen als Regisseur, Komponist, Drehbuchautor und Sounddesigner. Der Film wurde beim Crossing Europe Filmfestival 2024 uraufgeführt und brachte Keplinger mehrere Preise seitens des VÖFA ein, darunter für beste Regie, beste akustische Gestaltung, sowie eine Goldmedaille und die Landesmeisterschaft für Oberösterreich.
2024 kam Michael J. Keplinger beim oberösterreichischen Musiklabel DIEgital Records unter Vertrag, wo er am 31. Mai 2024 die Debüt-Single Passing Through veröffentlichte, vertrieben von Sony Music Entertainment. Das Mastering der Veröffentlichung fand in den Abbey Road Studios in London durch Alex Wharton statt. Begleitet wird die Veröffentlichung von einem Musikvideo, aufgenommen auf 16-mm-Film, unter der Regie Keplingers.
Mit seinem Einzelunternehmen MJK Media e.U. beschäftigt sich Keplinger mit Grafik- und Webdesign. Auch unterrichtet er als Lektor an der Fachhochschule St. Pölten.

## Diskografie
Singles

| Jahr | Titel Album                                                 | Höchstplatzierung, Gesamtwochen, AuszeichnungChartsChartplatzierungen (Jahr, Titel, Album, Platzierungen, Wochen, Auszeichnungen, Anmerkungen) | Anmerkungen                            |
| Jahr | Titel Album                                                 | AT | Anmerkungen                            |
| ---- | ----------------------------------------------------------- | --- | -------------------------------------- |
| 2024 | Passing Through DIEgital Records (Sony Music Entertainment) | AT— AT | Erstveröffentlichung: 31. Mai 2024     |
| 2024 | More Than Kind DIEgital Records (Sony Music Entertainment)  | AT— AT | Erstveröffentlichung: 11. Oktober 2024 |

## Filmografie
Narrative Kurzfilme
- Allerseelen (2021)[33]
- Iris (2024)[34]

Musikvideos
- False Neon God (2019)[35]
- Pick Up Your Cross (and follow me) (2020)[36]
- Honolulu, Baby! (2020)[37]
- Impromptu Sessions (2021–2023)[38]
- Passing Through (2024)[39]

## Ehrungen und Auszeichnungen
| Jahr |                                               | Preis/Kategorie                                                            | Werk                               | Status    |
| ---- | --------------------------------------------- | -------------------------------------------------------------------------- | ---------------------------------- | --------- |
| 2021 | Ca’ Foscari Short Film Festival               | The “Levi” Award for The Best Music Video                                  | Pick Up Your Cross (and follow me) | gewonnen  |
| 2021 | Golden Wire                                   | Short Film                                                                 | Allerseelen                        | nominiert |
| 2022 | Landesmeisterschaft für OÖ und Salzburg       | Goldmedaille                                                               | Pick Up Your Cross (and follow me) | gewonnen  |
| 2022 | Landesmeisterschaft für OÖ und Salzburg       | Sonderpreis für eine bemerkenswerte Idee                                   | Pick Up Your Cross (and follow me) | gewonnen  |
| 2022 | Festival der österreichischen Filmautoren     | Bronzemedaille                                                             | Pick Up Your Cross (and follow me) | gewonnen  |
| 2022 | Flatness Film Awards                          | Best Super Short Experimental                                              | Allerseelen                        | gewonnen  |
| 2022 | Austrian Filmfestival                         | Best Horror/Thriller Film                                                  | Allerseelen                        | gewonnen  |
| 2023 | Festival der Film-Autoren von OÖ und Salzburg | Goldmedaille                                                               | Allerseelen                        | gewonnen  |
| 2023 | Festival der Film-Autoren von OÖ und Salzburg | Sonderpreis für eine bemerkenswerte Idee (mit Simona Ascher)               | Allerseelen                        | gewonnen  |
| 2023 | Festival der österreichischen Filmautoren     | Silbermedaille                                                             | Allerseelen                        | gewonnen  |
| 2023 | Festival der österreichischen Filmautoren     | Sonderpreis für eine bemerkenswerte akustische Gestaltung                  | Allerseelen                        | nominiert |
| 2023 | Festival der österreichischen Filmautoren     | Sonderpreis für eine bemerkenswerte Bildgestaltung (mit Niklas Strahammer) | Allerseelen                        | nominiert |
| 2023 | Festival der österreichischen Filmautoren     | Sonderpreis für eine bemerkenswerte filmische Erzählung                    | Allerseelen                        | nominiert |
| 2023 | Golden Wire                                   | Sound and Music                                                            | Passing Through                    | gewonnen  |
| 2024 | Festival der Film-Autoren                     | Landesmeister für Oberösterreich                                           | Iris                               | gewonnen  |
| 2024 | Festival der Film-Autoren                     | Goldmedaille                                                               | Iris                               | gewonnen  |
| 2024 | Festival der Film-Autoren                     | Sonderpreis für eine bemerkenswerte Regie                                  | Iris                               | gewonnen  |
| 2024 | Festival der Film-Autoren                     | Sonderpreis für eine bemerkenswerte akustische Gestaltung                  | Iris                               | gewonnen  |
| 2024 | Festival der Film-Autoren                     | Sonderpreis für eine bemerkenswerte Bildgestaltung (mit Niklas Strahammer) | Iris                               | gewonnen  |
| 2024 | Festival der Österreichischen Film-Autoren    | Silbermedaille                                                             | Iris                               | gewonnen  |
| 2024 | Festival der Österreichischen Film-Autoren    | Sonderpreis für bemerkenswerte filmische Umsetzung                         | Iris                               | nominiert |
| 2024 | Festival der Österreichischen Film-Autoren    | Sonderpreis für bemerkenswerte Regie                                       | Iris                               | nominiert |
| 2024 | Zawinul Foundation For Achievement            | Creative Video Award                                                       | Iris                               | gewonnen  |
| 2024 | Austrian Filmfestival                         | Best Horror 2024                                                           | Iris                               | gewonnen  |
| 2024 | Austrian Filmfestival                         | Best Film                                                                  | Iris                               | nominiert |
| 2025 | TimeLine Film Festival                        | Intercultural and Integration Award                                        | Iris                               | gewonnen  |
| 2025 | Buntingford Shorts Film Festival              | Horror-Kategorie                                                           | Iris                               | gewonnen  |

## Belege
1. ↑  Student siegt bei Kurzfilmfestival Ca' Foscari. 10. Oktober 2021, abgerufen am 21. August 2022.
2. ↑  Engerwitzdorfer dreht Musikvideos und Filme. Abgerufen am 21. August 2022.
3. ↑  Talentierter FH-Schüler: Engerwitzdorfer gewann Musikvideopreis in Venedig. 6. Dezember 2021, abgerufen am 21. August 2022.
4. ↑  Engerwitzdorfer dreht Musikvideos und Filme. Abgerufen am 21. August 2022.
5. 1 2  Michael J. Keplinger: Lebenslauf. In: MJK-Design. Abgerufen am 21. August 2022.
6. ↑  Internationaler Erfolg für Student Michael J. Keplinger. Abgerufen am 21. August 2022.
7. ↑  Stormbringer.at: EDENBRIDGE & PURPLE BONSAI & RED MACHETE & SEVENTEEN | Livereport bei Stormbringer.at. Abgerufen am 21. August 2022.
8. ↑  Stormbringer.at: SEVENTEEN & WHO REIGN SUNS & AS GOD CREATED & LIADLSCHNIAZA & PSYCHOSE & SNOWBLIND DINOSAURS | Livereport bei Stormbringer.at. Abgerufen am 21. August 2022.
9. ↑  Florian Rosenberger: BLOOD MOON FESTIVAL - Tag 2 | Livereport bei Stormbringer.at. Abgerufen am 21. August 2022.
10. ↑  „False Neon God“ – Diplomarbeitsprojekt schafft es ins Filmfestival Crossing Europe. In: HTL1 Bau und Design Linz. Abgerufen am 21. August 2022.
11. ↑  False Neon God - Michael Julian Keplinger. In: Crossing Europe. Abgerufen am 21. August 2022.
12. ↑  Crossing Europe: Auf der Leinwand Lebenswelten und neue Blickwinkel aus ganz Europa entdecken. Abgerufen am 21. August 2022.
13. ↑  Michael J. Keplinger: Pick Up Your Cross (and follow me): Musikvideo. In: MJK-Design. 7. Februar 2021, abgerufen am 21. August 2022.
14. ↑  Talentierter FH-Schüler: Engerwitzdorfer gewann Musikvideopreis in Venedig. 6. Dezember 2021, abgerufen am 21. August 2022.
15. ↑  THE WINNERS OF THE CA’ FOSCARI SHORT FILM FESTIVAL 2021. In: Ca' Foscari Short. 10. Oktober 2021, abgerufen am 21. August 2022 (amerikanisches Englisch).
16. ↑  Erfolg in Venedig – Preis für FH-Studenten. Abgerufen am 21. August 2022.
17. ↑  VÖFA - Verband Österreichischer Film-Autoren – Veranstaltung. Abgerufen am 21. August 2022.
18. ↑  VÖFA - Verband Österreichischer Film-Autoren – Veranstaltung. Abgerufen am 21. August 2022.
19. ↑  Internationaler Erfolg für Student Michael J. Keplinger. Abgerufen am 21. August 2022.
20. ↑  WINNERS. In: Flatness Film Awards. Abgerufen am 21. August 2022.
21. ↑  ALLERSEELEN. In: Crossing Europe. Abgerufen am 21. August 2022.
22. ↑  Austrian Independent Film Festival Awards: 2015-2022. In: Austrian Filmfestival. Abgerufen am 16. Oktober 2022.
23. ↑  VÖFA - Verband Österreichischer Film-Autoren – Video. Abgerufen am 29. November 2023.
24. ↑  Michael J. Keplinger: Allerseelen: Preisgekrönter Kurzfilm (Michael J. Keplinger). In: MJK-Design. 14. Februar 2022, abgerufen am 21. August 2022.
25. ↑  Verband der Österreichischen Film-Autoren – Veranstaltung. Abgerufen am 16. April 2024.
26. ↑  Passing Through. In: MJK Media e.U. Abgerufen am 31. Mai 2024 (deutsch).
27. ↑  Spotify. Abgerufen am 1. Juni 2024.
28. ↑  Linzer in den legendären “Beatles Abbey Road Studios”! Abgerufen am 31. Mai 2024.
29. ↑  Passing Through. 2. Juni 2024, abgerufen am 31. Mai 2024.
30. ↑  MJK Media e.U. in 4209 Engerwitzdorf | WKO Firmen A-Z. Abgerufen am 20. August 2023.
31. ↑  Michael Keplinger: Buntes Fernsehen stellt den Landesmeister. 22. April 2024, abgerufen am 31. Mai 2024.
32. 1 2  Résumé. In: MJK Media e.U. Abgerufen am 16. April 2024 (deutsch).
33. ↑  Florentina Leitner, Magdalena Mayr: Allerseelen. 2. November 2021, abgerufen am 31. Mai 2024.
34. ↑  Flora Pauer, Wieland Lackinger: Iris. 2. Mai 2024, abgerufen am 31. Mai 2024.
35. ↑  False Neon God. 25. April 2019, abgerufen am 31. Mai 2024.
36. ↑  Pick Up Your Cross (and follow me). 29. August 2020, abgerufen am 31. Mai 2024.
37. ↑  MJK — »Honolulu Baby« | Animated Music Video 4K. Abgerufen am 21. August 2022.
38. ↑  Impromptu Sessions - YouTube. Abgerufen am 21. August 2022.
39. ↑  Passing Through. 2. Juni 2024, abgerufen am 31. Mai 2024.
40. ↑  Erfolg in Venedig – Preis für FH-Studenten. Abgerufen am 17. Oktober 2022.
41. ↑  Internationaler Erfolg für Student Michael J. Keplinger. Abgerufen am 17. Oktober 2022.
42. ↑  VÖFA-Landesmeisterschaft
43. 1 2  VÖFA - Verband Österreichischer Film-Autoren – Veranstaltung. Abgerufen am 17. Oktober 2022.
44. ↑  VÖFA-Staatsmeisterschaft
45. ↑  VÖFA - Verband Österreichischer Film-Autoren – Veranstaltung. Abgerufen am 17. Oktober 2022.
46. ↑  Flatness Film Awards - Winners. Abgerufen am 17. Oktober 2022 (englisch).
47. 1 2 3  Austrian Filmfestival. Abgerufen am 17. Oktober 2022.
48. ↑  VÖFA-Landesmeisterschaft
49. 1 2  VÖFA - Verband Österreichischer Film-Autoren – Veranstaltung. Abgerufen am 27. März 2023.
50. ↑  VÖFA-Staatsmeisterschaft
51. 1 2 3 4  Verband Österreichischer Film-Autoren: VÖFA - Verband Österreichischer Film-Autoren – Veranstaltung. Abgerufen am 20. August 2023.
52. ↑  APA: Medienpreis für FH-Studierende. Abgerufen am 31. Mai 2024 (deutsch).
53. ↑  VÖFA-Landesmeisterschaft für OÖ & Salzburg
54. 1 2 3 4 5  Verband der Österreichischen Film-Autoren – Veranstaltung. Abgerufen am 16. April 2024.
55. ↑  VÖFA-Staatsmeisterschaft 2024
56. 1 2 3  Verband der Österreichischen Film-Autoren – Veranstaltung. Abgerufen am 1. Juni 2024.
57. ↑  Iris. In: MJK Media e.U. Abgerufen am 8. Oktober 2024 (deutsch).
58. ↑  2025. Abgerufen am 18. April 2025 (englisch).

| Personendaten    | Personendaten                            |
| ---------------- | ---------------------------------------- |
| NAME             | Keplinger, Michael J.                    |
| ALTERNATIVNAMEN  | MJK                                      |
| KURZBESCHREIBUNG | österreichischer Musiker und Filmemacher |
| GEBURTSDATUM     | 10. November 1999                        |
| GEBURTSORT       | Linz                                     |